# Ancita germari
Ancita germari là một loài bọ cánh cứng trong họ Cerambycidae.